# Сапріно (село)
Сапріно (рос. Саприно) — село у Підгоренському районі Воронезької області Російської Федерації.
Населення становить 447 осіб (2010). Входить до складу муніципального утворення Вітебське сільське поселення.

## Історія
Населений пункт розташований у історичному регіоні Чорнозем'я. Від 1928 року належить до Підгоренського району, спочатку в складі Центрально-Чорноземної області, а від 1934 року — Воронезької області.
Згідно із законом від 15 жовтня 2004 року входить до складу муніципального утворення Вітебське сільське поселення.

## Населення
| 2010 |
| ---- |
| 447  |